# Kitai-Gorod (Metro Moskau)

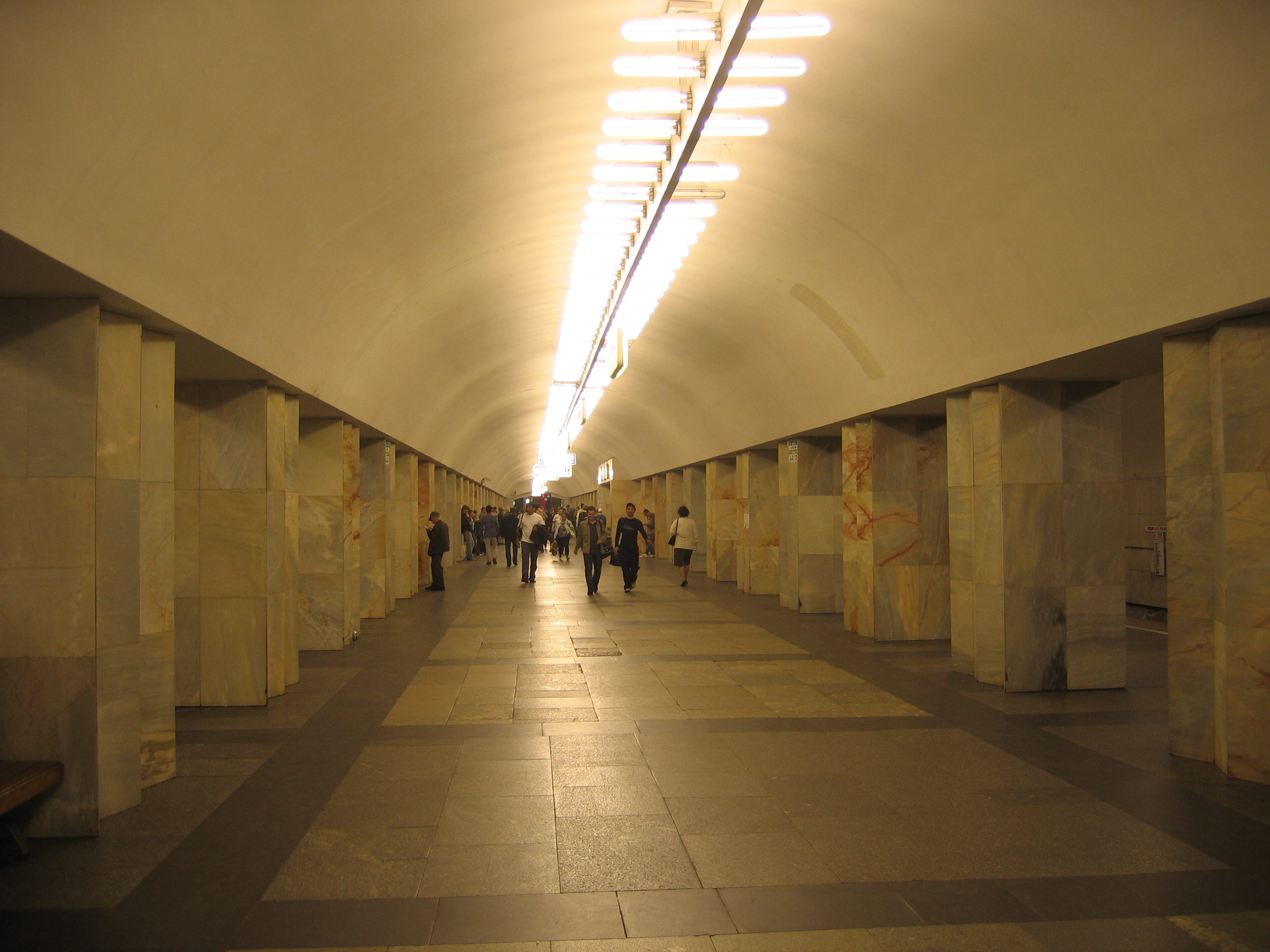
Westliche Bahnsteighalle

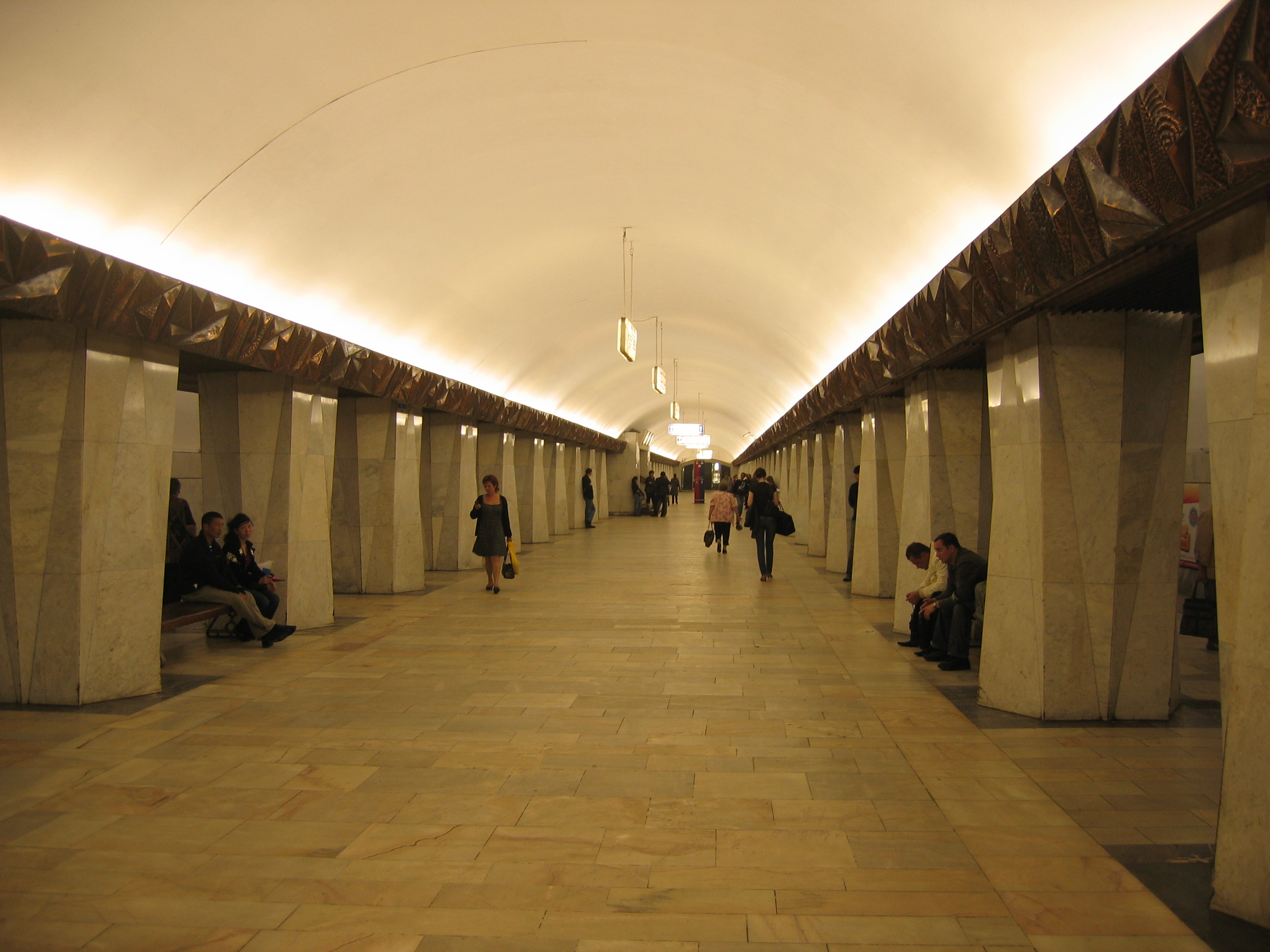
Östliche Bahnsteighalle

Kitai-Gorod (russisch Китай-Город, Ausspracheⓘ; bis 1990 Пло́щадь Ногина́  Ploschtschad Nogina) ist eine Station an der Kaluschsko-Rischskaja-Linie, Linie 6 und die Tagansko-Krasnopresnenskaja-Linie (Ringlinie, auch „Linie 6“ und „Linie 7“) der Metro Moskau.

## Allgemeine Beschreibung
Der U-Bahnhof Kitai-Gorod der Metro Moskau befindet sich direkt unter dem Slawjanskaja-Platz zwischen der Einmündungen der Warwarka und der Iljinka. Er wurde am 3. Januar 1971 in Betrieb genommen und hieß bis zum 5. November 1990 Ploschtschad Nogina (Площадь Ногина, wörtlich Nogin-Platz). Obwohl sich hier zwei Metrolinien kreuzen, nämlich die  Kaluschsko-Rischskaja-Linie, Linie 6 und die Tagansko-Krasnopresnenskaja-Linie, Linie 7, ist die Station konstruktionsbedingt als ein einziger U-Bahnhof zu betrachten. Sie besteht aus zwei parallel und tiefengleich gelegenen Mittelbahnsteighallen, die miteinander durch Übergänge über den Gleisen verbunden sind. Die beiden Gleise des westlichen Bahnsteigs werden von Zügen der Kaluschsko-Rischskaja-Linie (Linie 6) Richtung Süden bzw. der Tagansko-Krasnopresnenskaja-Linie (Linie 7) Richtung Südosten bedient, während am östlichen Bahnsteig Züge der Kaluschsko-Rischskaja-Linie (Linie 6) Richtung Norden und Züge der Tagansko-Krasnopresnenskaja-Linie (Linie 7) Richtung Nordwesten halten. Durch diese Konstellation ergibt sich für Fahrgäste am Bahnhof Kitai-Gorod eine Möglichkeit des bahnsteiggleichen Umstiegs zwischen den zwei Linien, sofern man die Fahrtrichtung beibehält (andernfalls muss der Bahnsteig über den Verbindungsgang gewechselt werden, zu dem Treppen im Mittelbereich der beiden Hallen führen).
Die beiden Bahnsteighallen befinden sich 29 Meter tief unter der Oberfläche und verfügen jeweils über zwei mit Fahrtreppen ausgestattete Zugänge, über die man in weit verzweigte Fußgängerunterführungen an beiden Enden des Slawjanskaja-Platzes und von dort auch direkt zu den historischen Straßen Warwarka, Soljanka, Iljinka und Marosseika gelangt. Trotz ihrer symmetrischen Anordnung zueinander und der zeitgleichen Inbetriebnahme unterscheiden sich die beiden Bahnsteighallen architektonisch in gewisser Weise. Die westliche Halle ist dreiteilig mit zwei Reihen zehnkantiger („harmonikaähnlicher“) Pylonen, die genauso wie die äußeren Wände mit hellem Marmor verkleidet sind. Die Farbtöne der östlichen Halle sind ebenfalls von weißem Marmor geprägt, allerdings machen die Pylonen hier von der Form her einen eher asymmetrischen, „kristallartigen“ Eindruck, außerdem schließen die Pylonenreihen oben mit einem Gesims aus einem kupferfarbenen und durch die charakteristischen Facetten ebenfalls als Kristall stilisierten Friesstreifen aus Aluminium ab. Beiden Hallen ist ein bogenförmiges Gewölbe zwischen den Pylonenreihen gemeinsam, wobei die Leuchten der Westhalle direkt am Gewölbe reihenweise angeordnet sind, während sie sich in der Osthalle hinter den Gesimsen verbergen.